# Jamaica nos Jogos Pan-Americanos de 1951
A Jamaica competiu nos Jogos Pan-Americanos de 1951 em Buenos Aires de 25 de fevereiro a 10 de março de 1951. Conquistou três medalhas de bronze.

## Medalhistas
| Atleta        | Esporte   | Evento                 | Medalha |
| ------------- | --------- | ---------------------- | ------- |
| Herb McKenley | Atletismo | 100 metros - masculino | Bronze  |
| Herb McKenley | Atletismo | 200 metros - masculino | Bronze  |
| Herb McKenley | Atletismo | 400 metros - masculino | Bronze  |

| Esporte   | Medalha de ouro | Medalha de prata | Medalha de bronze | Total |
| Atletismo | 0               | 0                | 3                 | 3     |
| Total     | 0               | 0                | 3                 | 3     |